# Sh2-123
Sh2-123 est une petite nébuleuse en émission dans la constellation du Cygne.
Elle est située sur le bord nord-ouest de la constellation, au nord-ouest de la ligne joignant les étoiles ρ Cygni et 75 Cygni. La période la plus appropriée pour son observation dans le ciel du soir tombe entre les mois de juillet et décembre et l'observation est considérablement plus facile pour les observateurs situés dans les régions de l'hémisphère nord.
Sh2-123 est un petit et faible système de filaments nébuleux s'étendant sur environ 13 minutes d'arc sur fond d'un champ d'étoiles formé principalement d'étoiles faibles. La seule estimation de la distance pour cette nébuleuse date de 2003 et donne une valeur d'environ 3 800 pc (∼12 400 al). Si cette mesure s'avère correcte, Sh2-123 devrait se trouver au-delà de la grande nébuleuse système de Cygnus X et probablement aussi à l'extérieur du bras d'Orion.